# Ralph Metcalfe
Ralph Harold Metcalfe (Atlanta, 29 de maio de 1910 – Chicago, 10 de outubro de 1978) foi um atleta e congressista norte-americano, campeão olímpico do revezamento 4x100m nos Jogos de Berlim, em 1936. Durante a primeira metade dos anos 1930, era conhecido como o homem mais rápido do mundo.

## Biografia
Formado em educação física, durante os tempos de atleta universitário ele igualou várias vezes os recordes mundiais dos 100 m e 200 m da época. Na seletiva para os Jogos Olímpicos de Los Angeles, em 1932, Metcalfe venceu as duas provas de velocidade, mas na final, perdeu o ouro para seu compatriota Eddie Tolan, depois da uma das finais mais disputadas desta prova na história dos Jogos, com o resultado sendo divulgado apenas após horas de exames de fotografias e com os dois tendo o mesmo tempo, 10s 38. Nos 200 m, ele conseguiria a medalha de bronze.
Quatro anos depois, Ralph voltou aos Jogos Olímpicos, desta vez em Berlim, na Alemanha, também com o favoritismo para as provas de velocidade. Porém, estes foram os Jogos que viram a aparição de Jesse Owens, também negro como Ralph, e que ganhou quatro medalhas de ouro e destruiu três recordes mundiais durante os Jogos, à frente do governo nazista e racista da Alemanha da época. Metcalfe ficou com a prata nos 200 m, vencida por Owens, mas conquistou sua primeira e única medalha de ouro olímpica integrando o revezamento 4 x 100 m.

## Política
Ralph serviu nas Forças Armadas dos Estados Unidos durante a Segunda Guerra Mundial e em 1949 entrou na política como vereador no conselho da cidade de Chicago do distrito sul da cidade. Como congressista, representou o estado de Illinois como democrata na Câmara Federal, de 1971 até sua morte em 1978. Em 1975, foi empossado no 'Hall da Fama do Atletismo dos Estados Unidos'.